# Teddy Riner
Teddy Pierre-Marie Riner (Les Abymes, 7 de abril de 1989) é um judoca francês que conquistou a medalha de ouro nos Jogos Olímpicos de Londres 2012, Jogos Olimpícos do Rio 2016, Jogos Olímpicos de Tóquio 2020 e nos Jogos Olímpicos de Paris 2024, além do bronze nos Jogos Olímpicos de Pequim 2008 na categoria mais de 100 kg.

## Carreira

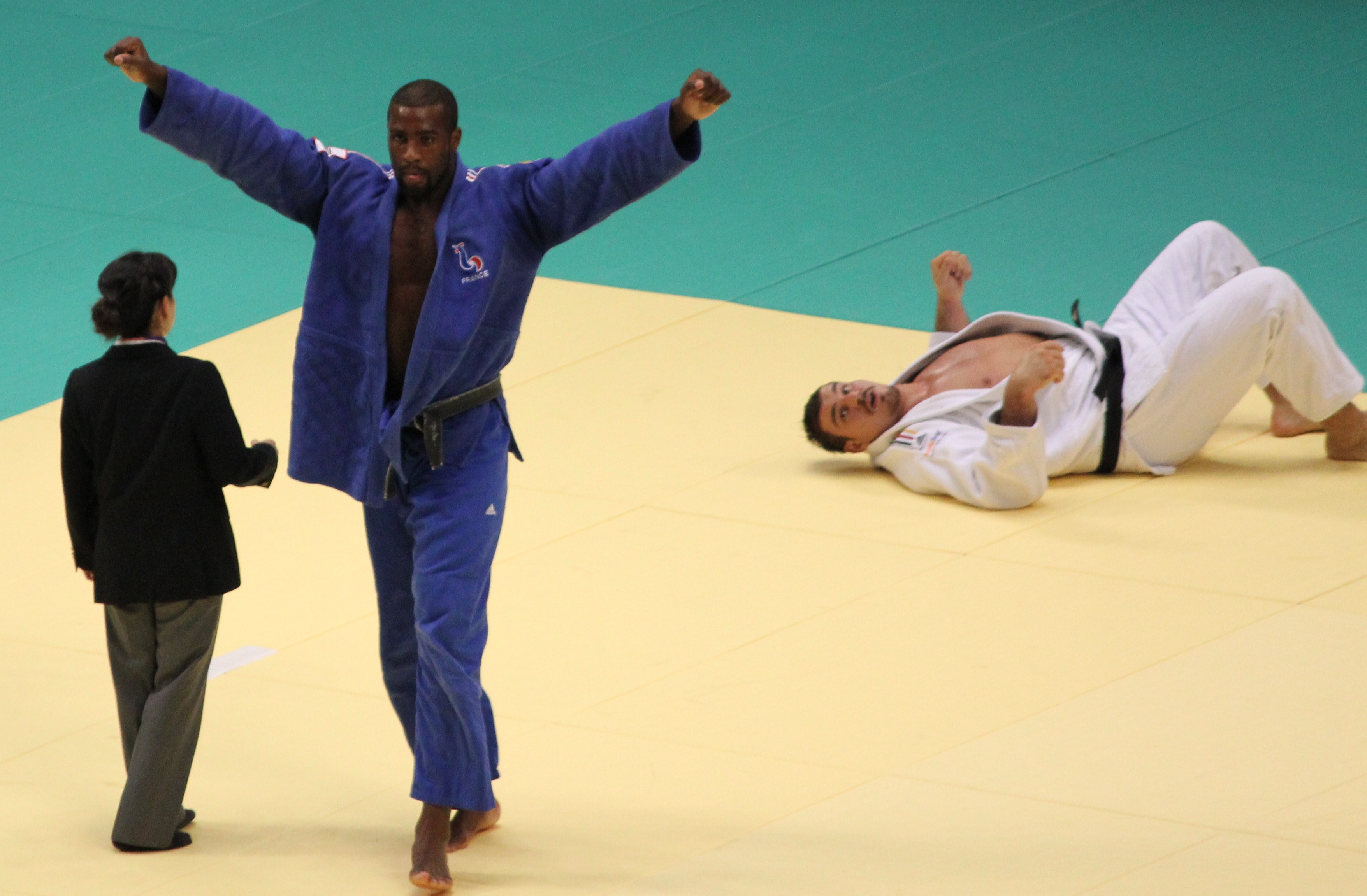
Campeonato Mundial de Tóquio em 2010

Conquistou no Campeonato Mundial de Judô de 2013 o seu oitavo título mundial, algo inédito nesta competição, Também foi o judoca mais jovem a ganhar um título mundial, com 18 anos.
Até agosto de 2016, Teddy Riner havia perdido somente oito lutas: Em 2006, ele perdeu para Brayson e depois para Toelzer; em 2007, para Bianchessi e depois para Rybak; em 2008, para Muneta e depois para Vuijsters. Nos Jogos Olímpicos de 2008, veio sua sétima derrota. Ele perdeu na semi-final do torneio olímpico para o uzbeque Abdullo Tangriev, e no dia 13 Setembro de 2010 aconteceu sua última derrota. No campeonato mundial disputado em Tokyo, ele perdeu na categoria de "peso aberto" para o japonês Daiki Kamikawa. Desde então, ele emplacou, até 23 de abril de 2016, 110 vitórias seguidas. 
Riner conquistou ouro nos Jogos Olímpicos do Rio, em 2016, após vencer o japonês Hisayoshi Harasawa na final por um shido de diferença.
Obteve duas medalhas em Tóquio 2020, uma de bronze na categoria mais de cem quilogramas e uma de ouro nas equipes mistas. Em 2023, foi novamente campeão mundial, derrotando Inal Tasoev na final em Doha.

## Vida pessoal
Teddy nasceu em Guadalupe, departamento francês em 1989, na cidade de Les Abymes. Mudou-se ainda jovem para a França, crescendo em Paris durante os anos 1990 e 2000. Durante jovem praticou diversos esportes como futebol e basquetebol, mas escolheu o judô para seguir carreira profissional aos 16 anos.